# Ursinia
Ursinia Gaertn., 1791 è un genere di piante angiosperme dicotiledoni della famiglia delle Asteraceae (sottofamiglia Asteroideae e tribù Anthemideae/clade Southern hemisphere grade). Ursinia è anche l'unico genere della sottotribù Ursiniinae Bremer & Humphries, 1993.

## Etimologia
Il nome del genere è stato dato in ricordo del religioso tedesco e botanico di Ratisbona Johannes Heinrich Ursino (1608-1666). Da ricerche etimologiche risulta che il nome deriva dal latino ursus (= orso). 
Il nome scientifico è stato definito dal botanico tedesco Joseph Gaertner (1732 – 1791) nell'opera De Fructibus et Seminibus Plantarum, pubblicata in più volumi tra il 1788 e il 1792. Il nome scientifico della sottotribù è stato definito dai botanici Kaare Bremer  (1947 - 2009) e Christopher John Humphries  (1947-2009) nella pubblicazione "Bulletin of the Natural History Museum. Botany series. London - 23 (2):. 91" del 1993.

## Descrizione

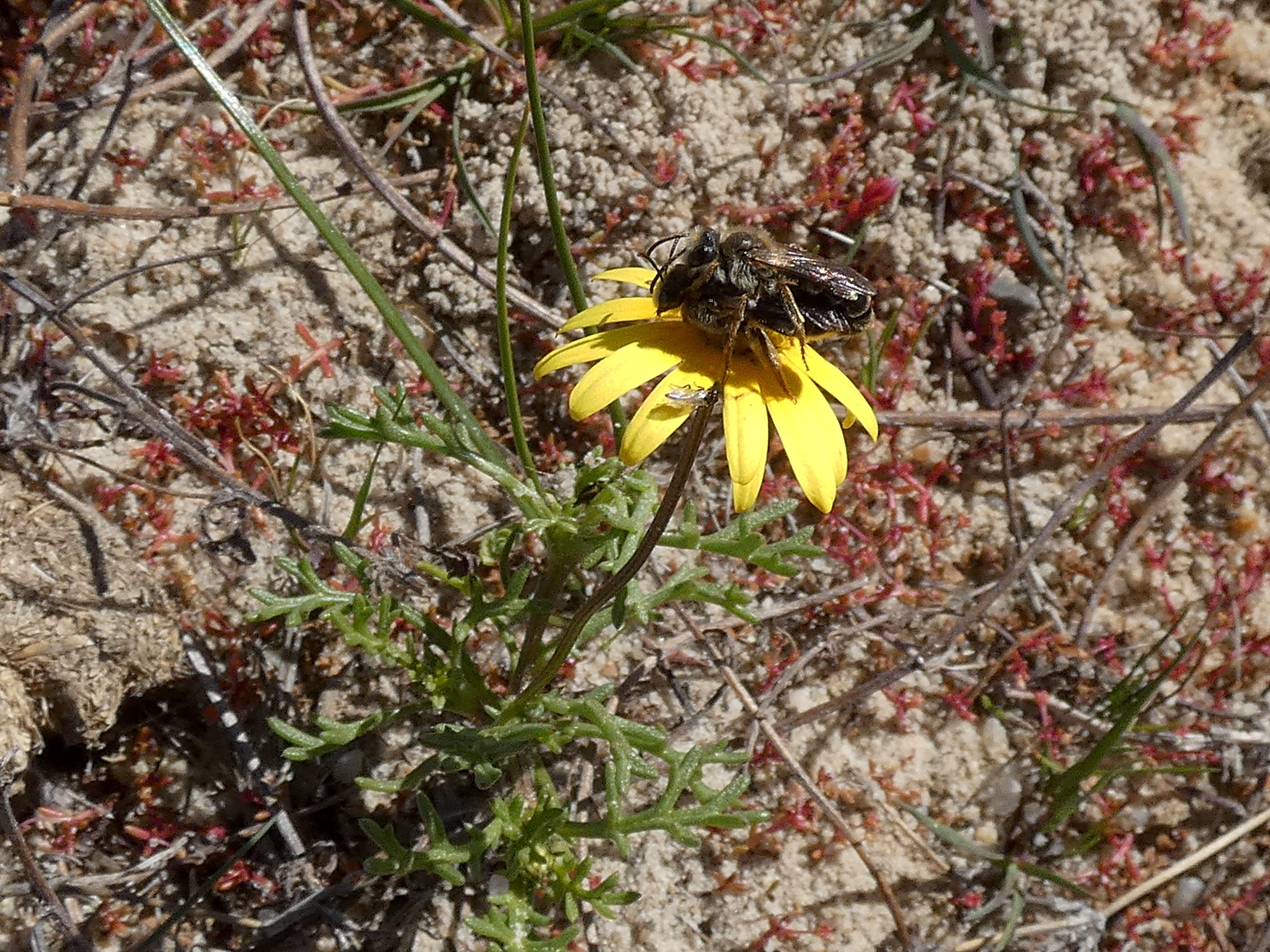
Il portamento
Ursinia nana

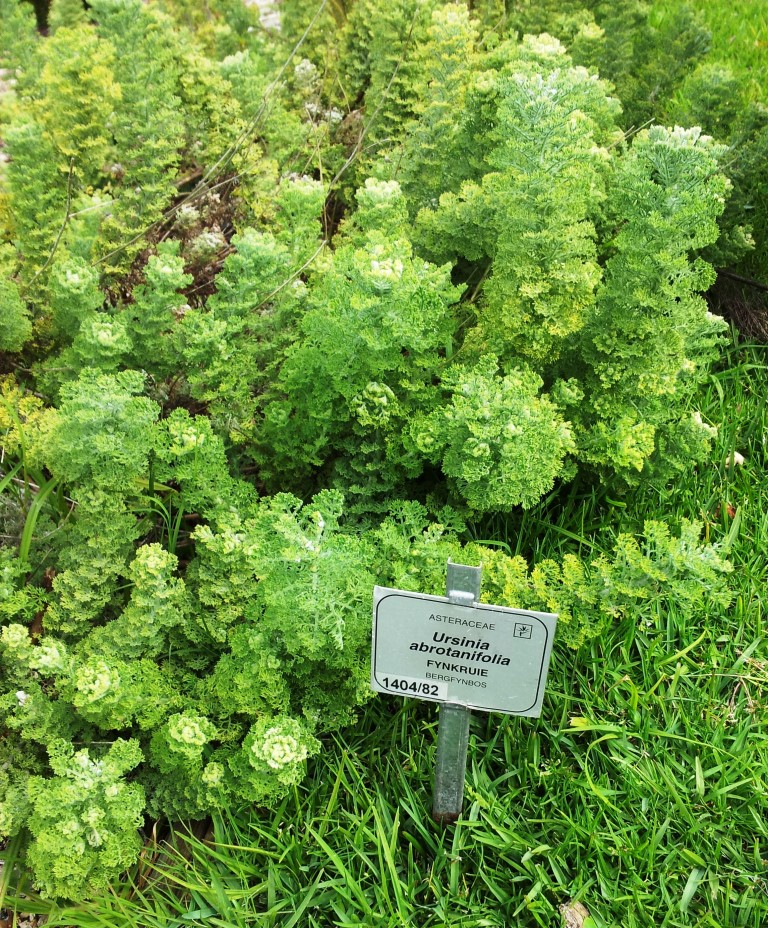
Le foglie
Ursinia abrotanifolia

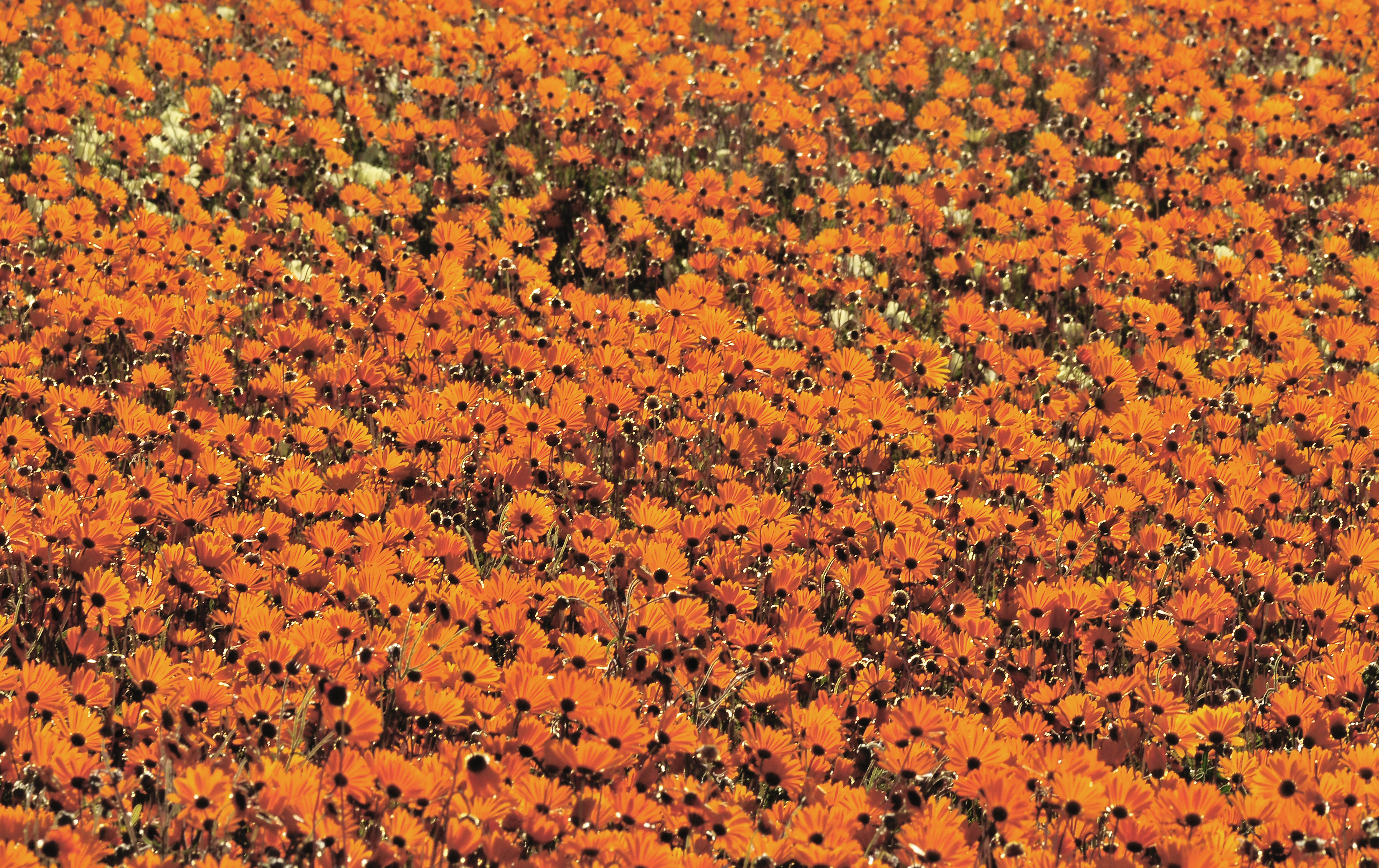
Infiorescenza
Ursinia cakilefolia

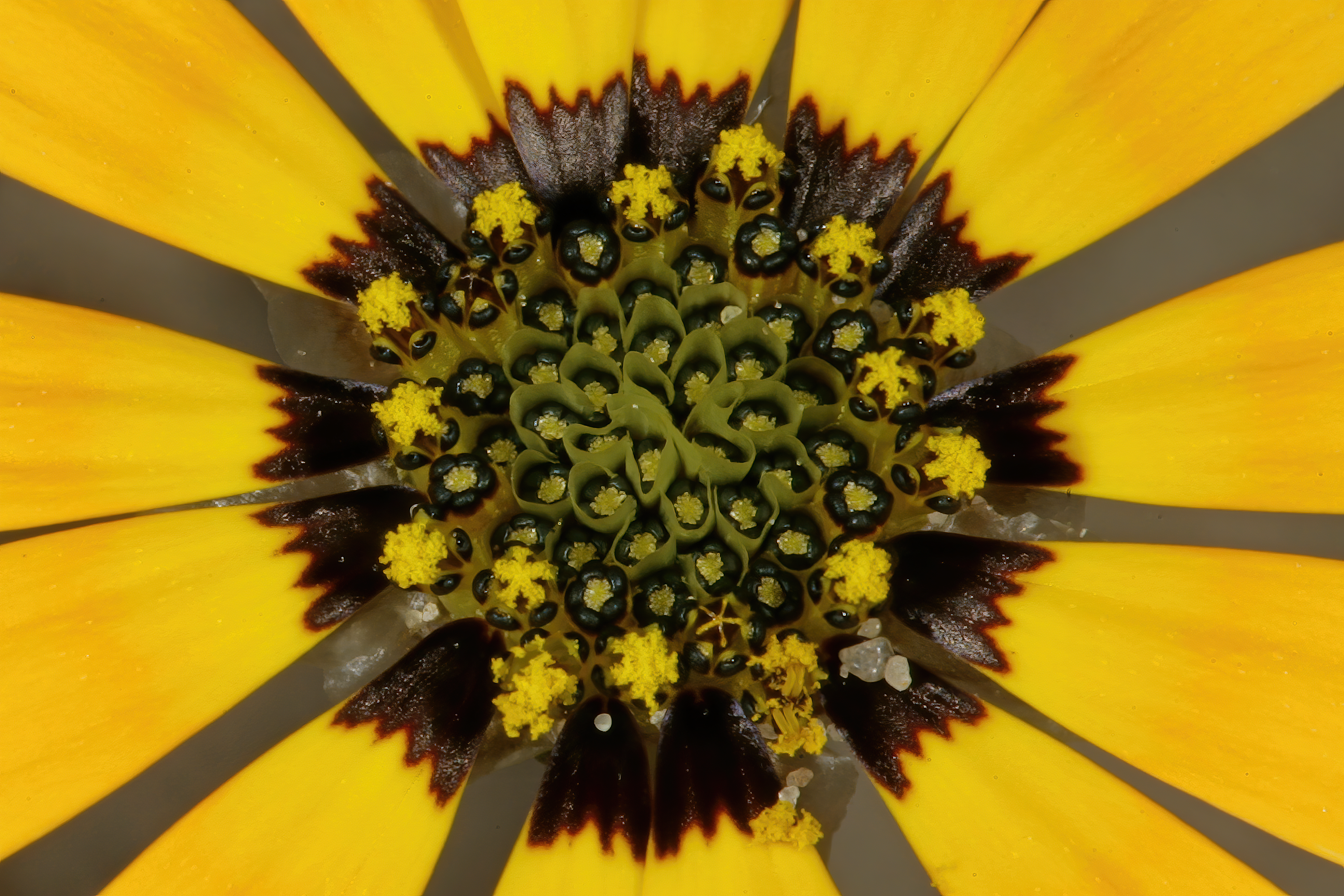
I fiori
Ursinia anthemoides

Portamento. Le specie di questo genere sono erbe annuali o perenni (sono presenti anche habitus più o meno arbustivi). L'indumento è assente oppure è formato da peli di tipo basifisso.
Fusto. La parte aerea in genere è eretta, semplice o ramosa. 
Foglie. Le foglie lungo il fusto sono in posizione alterna ed hanno una lamina di tipo 2-pennatosetta.  In alcune specie la consistenza delle foglie è succulenta.
Infiorescenza. Le sinflorescenze sono formate da capolini raccolti in modo corimboso lasso. Le infiorescenze vere e proprie sono composte da un capolino terminale peduncolato di tipo radiati o discoide, normalmente con fiori eterogami (raramente omogami). I capolini sono formati da un involucro, con forme emisferiche, composto da diverse brattee, al cui interno un ricettacolo fa da base ai fiori di due tipi: fiori del raggio e fiori del disco. Le brattee, strette, a consistenza erbacea e margini scariosi (i margini possono essere sia ampi che sottili), sono disposte in modo più o meno embricato su 3 - 7 serie. Il ricettacolo, piano-convesso, è provvisto di pagliette avvolgenti la base dei fiori. Le pagliette sono canalicolate con forme da ellittiche a strettamente lineari.
Fiori.  I fiori sono tetra-ciclici (formati cioè da 4 verticilli: calice – corolla – androceo – gineceo) e pentameri (calice e corolla formati da 5 elementi). Si distinguono in:
- fiori del raggio (esterni): sono femminili e sono disposti su una serie; la forma è ligulata (zigomorfa); i fiori periferici sono normalmente neutri, in qualche caso sono femminili e fertili;
- fiori del disco (centrali): sono più numerosi con forme brevemente tubulose (attinomorfe); sono ermafroditi (o funzionalmente maschili) e fertili.

- Formula fiorale:

*/x K {\displaystyle \infty }, [C (5), A (5)], G 2 (infero), achenio
- Calice: i sepali del calice sono ridotti ad una coroncina di squame.

- Corolla: 
  - fiori del raggio: la forma della corolla alla base è più o meno tubulosa-imbutiforme, mentre all'apice è ligulata; la ligula può terminare con alcuni denti; il colore è giallo o purpureo;
  - fiori del disco: la forma è tubulare bruscamente divaricata in 5 lobi; i lobi, patenti o eretti, hanno una forma deltata o più o meno lanceolata; il colore può essere giallo, arancio, bianco o rossastro.

- Androceo: l'androceo è formato da 5 stami (alternati ai lobi della corolla) sorretti da filamenti generalmente liberi; gli stami sono connati e formano un manicotto circondante lo stilo. Le antere possono essere sia di tipo basifissa che mediofissa (ossia attaccate al filamento per la base – nel primo caso; oppure in un punto intermedio – nel secondo caso).[15] Questa caratteristica ha valore tassonomico in quanto distingue i generi gli uni dagli altri. Le antere basalmente sono caudate. Il tessuto endoteciale (rivestimento interno dell'antera) è quasi sempre polarizzato (con due superfici distinte: una verso l'esterno e una verso l'interno). Il polline è sferico con un diametro medio di circa 25 micron;  è tricolporato (con tre aperture sia di tipo a fessura che tipo isodiametrica o poro) ed è echinato (con punte sporgenti).

- Gineceo: l'ovario è infero uniloculare formato da 2 carpelli. Lo stilo (il recettore del polline) è profondamente bifido (con due stigmi divergenti) e con le linee stigmatiche marginali separate o contigue. I due bracci dello stilo hanno una forma troncata e possono essere papillosi o ricoperti da ciuffi di peli.

Frutti. I frutti sono degli acheni con pappo. Gli acheni sono a forma cilindrica o obovoide, diritti o incurvati, con la sezione trasversale a forma circolare, con 5 coste (o nervature) longitudinali e con un ciuffo di peli basali (oppure sono glabri). L'apice è coronato da un pappo con diverse squame (da 5 a 10) a forma ovata o circolare, disposte in modo uni-biseriale; oppure il pappo è biseriato (5 scaglie esterne e 5 scaglie interne). Raramente il frutto è privo di pappo.

## Biologia
Impollinazione: l'impollinazione avviene tramite insetti (impollinazione entomogama tramite farfalle diurne e notturne).

Riproduzione: la fecondazione avviene fondamentalmente tramite l'impollinazione dei fiori (vedi sopra).

Dispersione: i semi (gli acheni) cadendo a terra sono successivamente dispersi soprattutto da insetti tipo formiche (disseminazione mirmecoria). In questo tipo di piante avviene anche un altro tipo di dispersione: zoocoria. Infatti gli uncini delle brattee dell'involucro (se presenti) si agganciano ai peli degli animali di passaggio disperdendo così anche su lunghe distanze i semi della pianta. Inoltre per merito del pappo (se presente) il vento può trasportare i semi anche a distanza di alcuni chilometri (disseminazione anemocora).

## Distribuzione e habitat
Le specie di questo genere sono distribuite in Africa del sud e orientale: Sudafrica, Namibia, Botswana e Etiopia. L'habitat è da subtropicale a temperato.

## Sistematica
La famiglia di appartenenza di questa voce (Asteraceae o Compositae, nomen conservandum) probabilmente originaria del Sud America, è la più numerosa del mondo vegetale, comprende oltre 23.000 specie distribuite su 1.535 generi, oppure 22.750 specie e 1.530 generi secondo altre fonti (una delle checklist più aggiornata elenca fino a 1.679 generi). La famiglia attualmente (2021) è divisa in 16 sottofamiglie; la sottofamiglia Asteroideae è una di queste e rappresenta l'evoluzione più recente di tutta la famiglia.

### Filogenesi
Il gruppo di questa voce è descritto nella tribù Anthemideae, una delle 21 tribù della sottofamiglia Asteroideae). Da un punto di vista filogenetico, la tribù Anthemideae fa parte del supergruppo (o sottofamiglia) "Asteroideae grade"; l'altro è il supergruppo "Non-Asteroideae" contenente il resto delle sottofamiglie delle Asteraceae. All'interno del supergruppo è vicina alle tribù Senecioneae, Calenduleae, Gnaphalieae e Astereae.
In base alle ultime ricerche nella tribù sono stati individuati (provvisoriamente) 4 principali lignaggi (o cladi): "Southern hemisphere grade", "Asian-southern African grade", "Eurasian grade" e "Mediterranean clade". La sottotribù (Ursiniinae) e il genere (Ursinia) di questa voce sono compresi nel clade Southern hemisphere grade insieme alle sottotribù Cotulinae, Phymasperminae, Athanasiinae e Osmitopsidinae.
Inizialmente il genere di questa voce era compreso nella sottotribù Ursiniinae insieme ad altri generi come Eumorphia, Gymnopentzia, Hymenolepis, Lasiospermum e Phymaspermum, ora passati ad altri gruppi quali Phymasperminae e Athanasiinae in quanto tutto il gruppo risultava parafiletico. In base alle ultime ricostruzioni filogenetiche, con questo nuovo assetto la sottotribù e quindi il genere Ursinia risulta essere monofiletico, anche se sembra essere imparentato con il sudafricano genere Inulanthera Källersjö. Da un punto di vista filogenetico (nella maggioranza delle analisi) la sottotribù Ursiniinae è posizionata tra le sottotribù Cotulinae (evolutasi prima) e Athnasiinae (evolutasi dopo).
In base ai caratteri del frutto il genere è suddiviso in due sottogeneri:
- Sottogenere Ursinia
- Sottogenere Sphenogyne R.Br.

I caratteri distintivi delle specie di questo genere sono:
- le foglie sono lineari, intere o all'apice sono piccolo-lobate;
- all'apice degli acheni si trova una corona di 5 - 10 scaglie.

I numeri cromosomici per questo genere sono: 2n = 10, 14 e 16.
Ursinia, insieme a Inulanthera, ha incominciato a diversificarsi circa 14 milioni di anni fa.
In precedenti trattazioni questo genere era descritto all'interno del "Phymaspermum Group".

### Elenco delle specie
Questo genere ha 45 specie:
A - B - C
- Ursinia abrotanifolia Spreng.
- Ursinia alpina N.E.Br.
- Ursinia anethoides N.E.Br.
- Ursinia anthemoides (L.) Poir.
- Ursinia arida Magee & Mucina
- Ursinia brachyloba N.E.Br.
- Ursinia cakilefolia DC.
- Ursinia caledonica (E.Phillips) Prassler
- Ursinia calenduliflora (DC.) N.E.Br.
- Ursinia chrysanthemoides Harv.
- Ursinia coronopifolia N.E.Br.

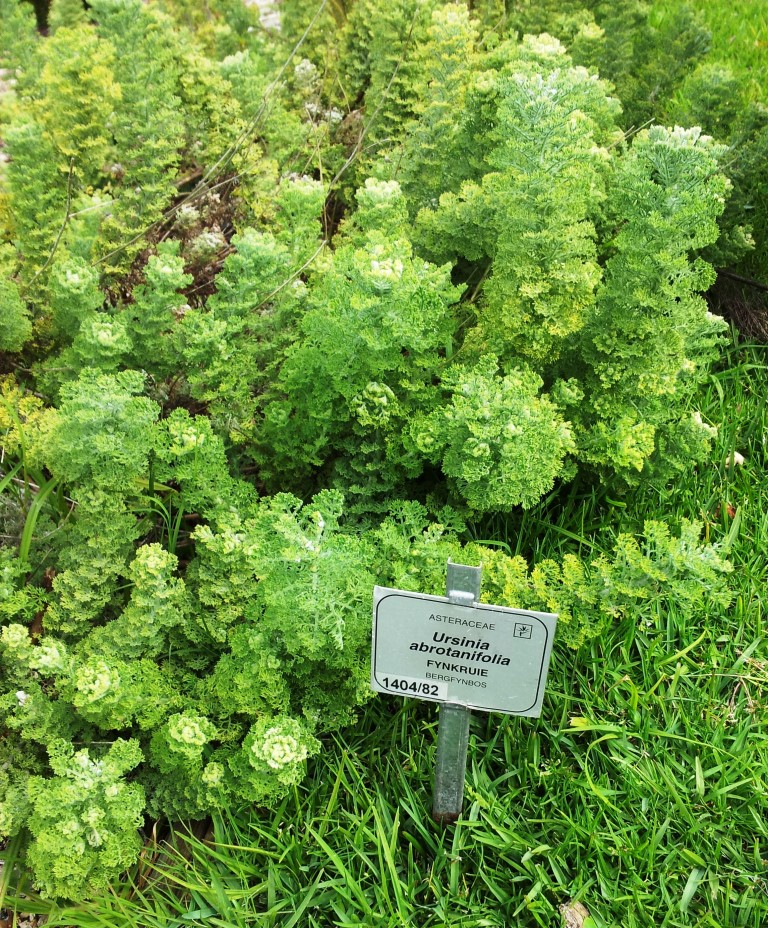
Ursinia abrotanifolia
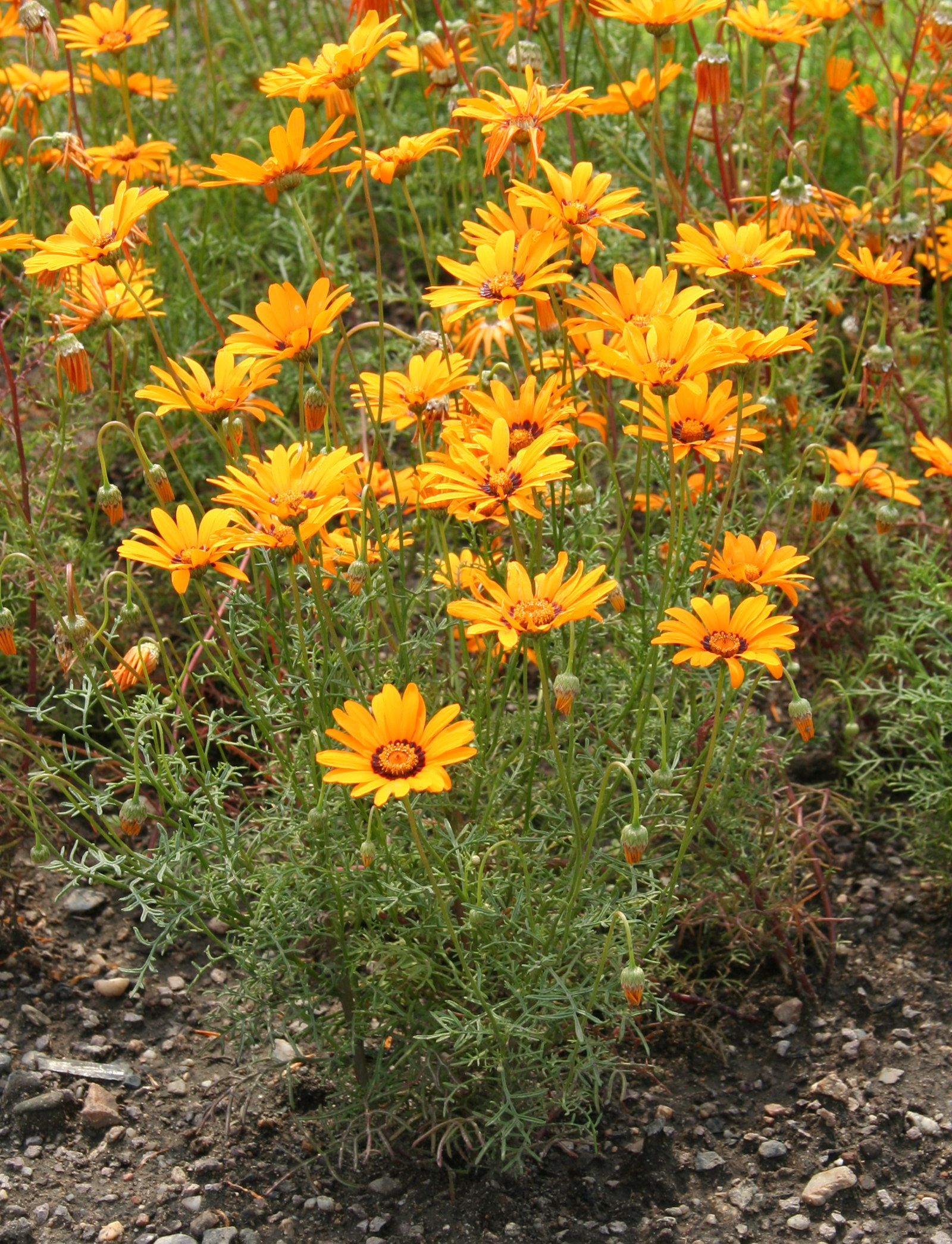
Ursinia anthemoides
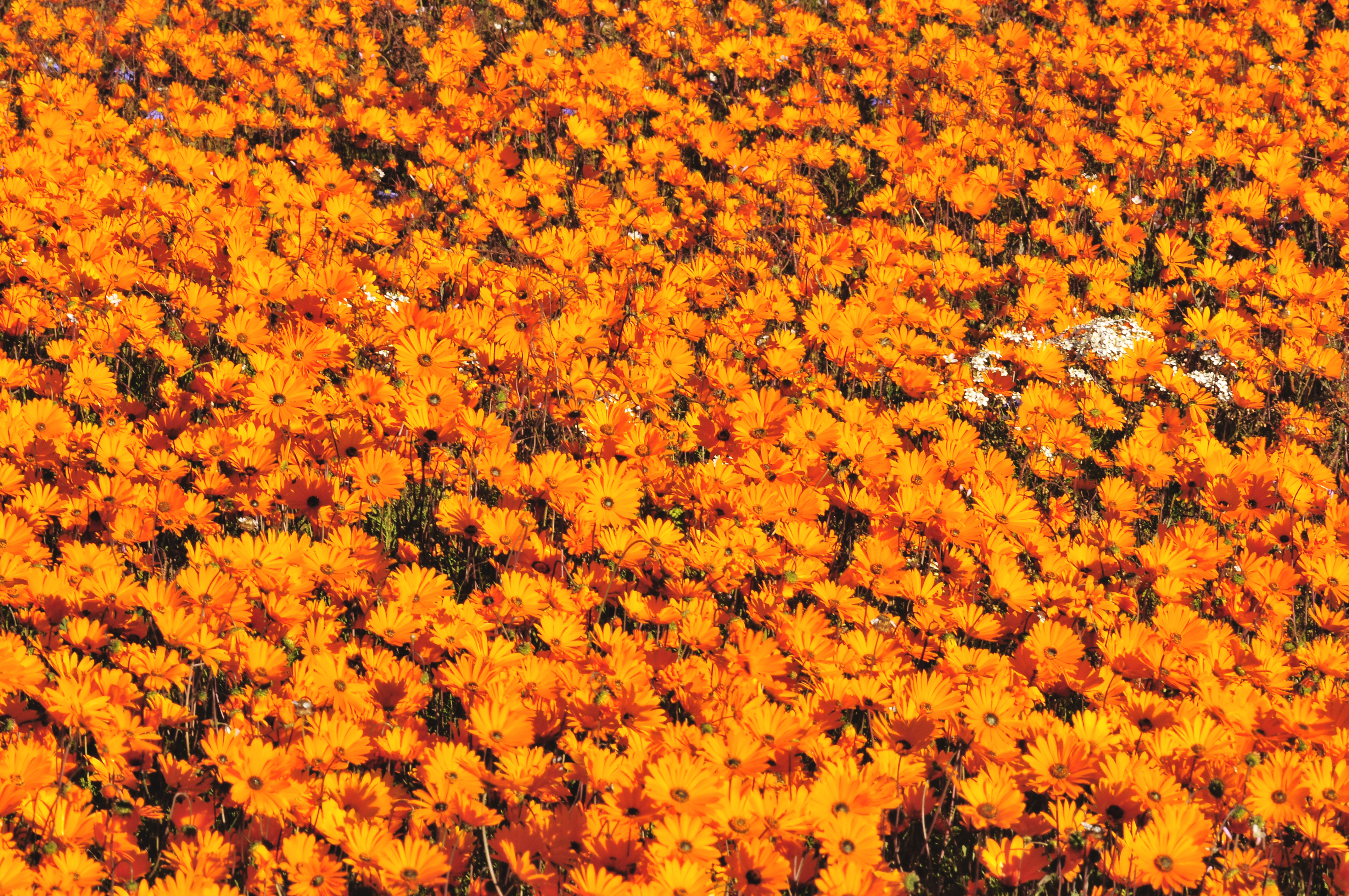
Ursinia cakilefolia
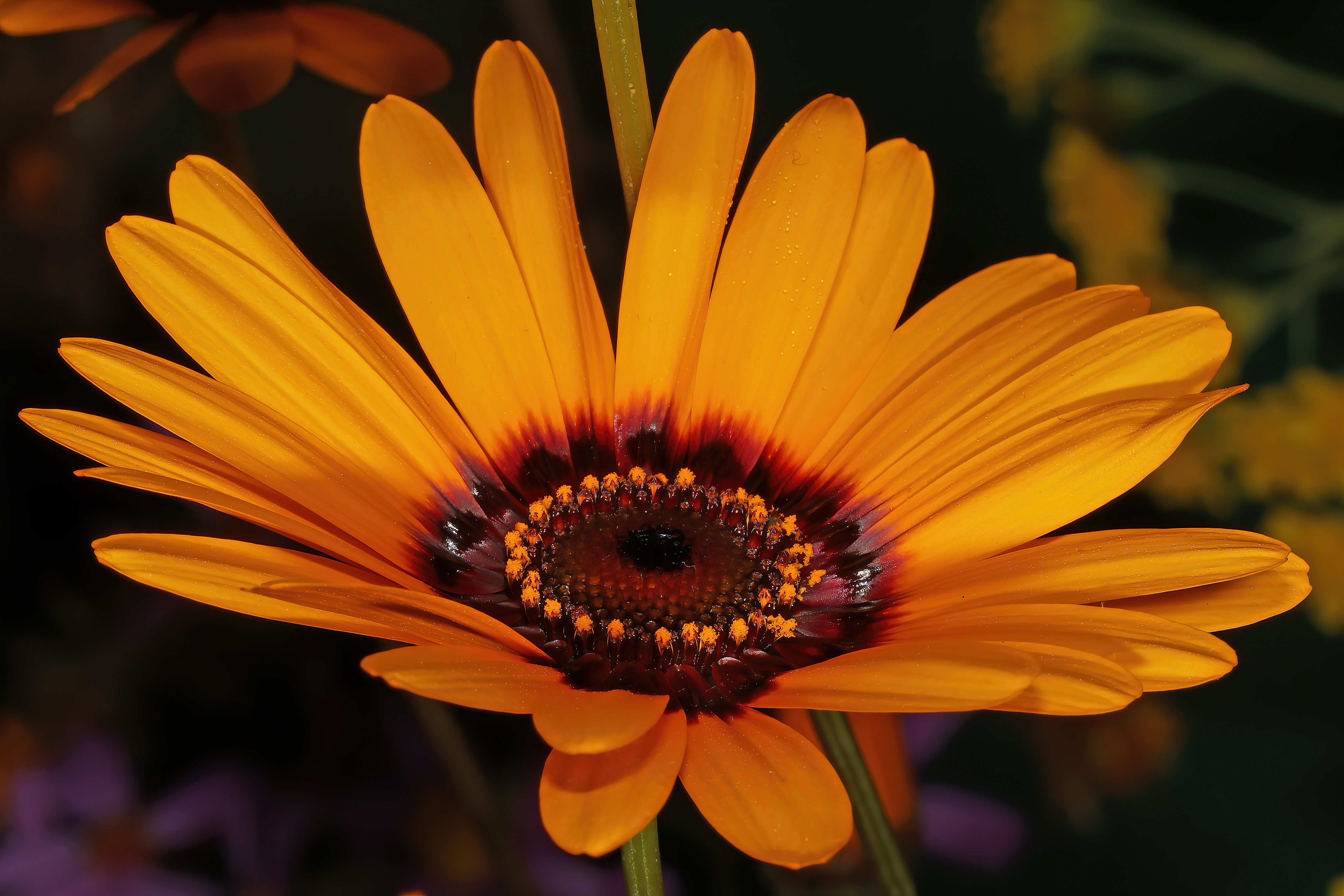
Ursinia calenduliflora
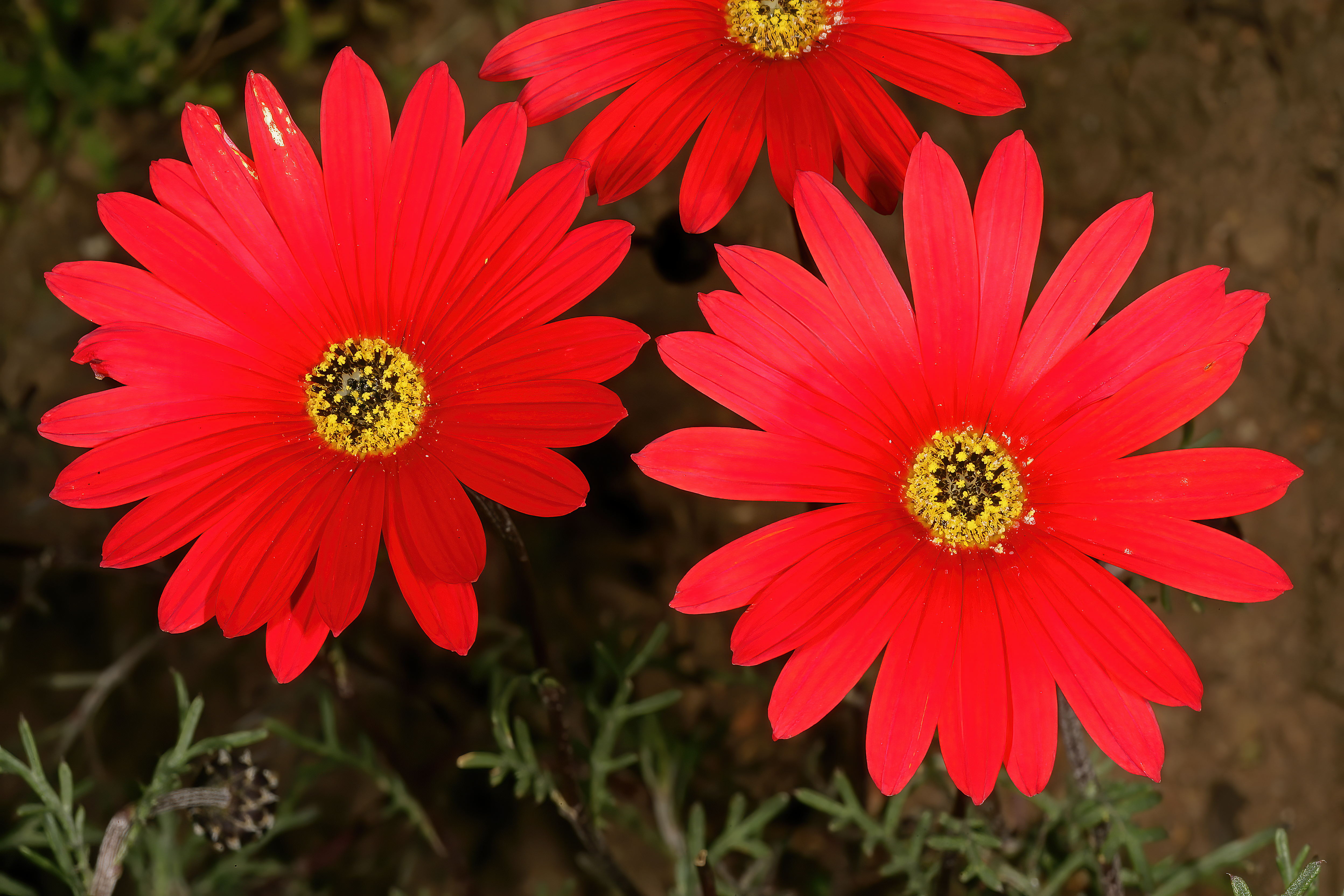
Ursinia chrysanthemoides

D...N
- Ursinia dentata Poir.
- Ursinia discolor N.E.Br.
- Ursinia dregeana N.E.Br.
- Ursinia eckloniana (Sond.) N.E.Br.
- Ursinia filipes N.E.Br.
- Ursinia frutescens Dinter
- Ursinia glandulosa Magee & Boatwr.
- Ursinia heterodonta N.E.Br.
- Ursinia hispida N.E.Br.
- Ursinia kamiesbergensis Magee & Mucina
- Ursinia laciniata Magee & Mucina
- Ursinia macropoda N.E.Br.
- Ursinia merxmuelleri Prassler
- Ursinia montana DC.
- Ursinia nana DC.
- Ursinia nudicaulis N.E.Br.

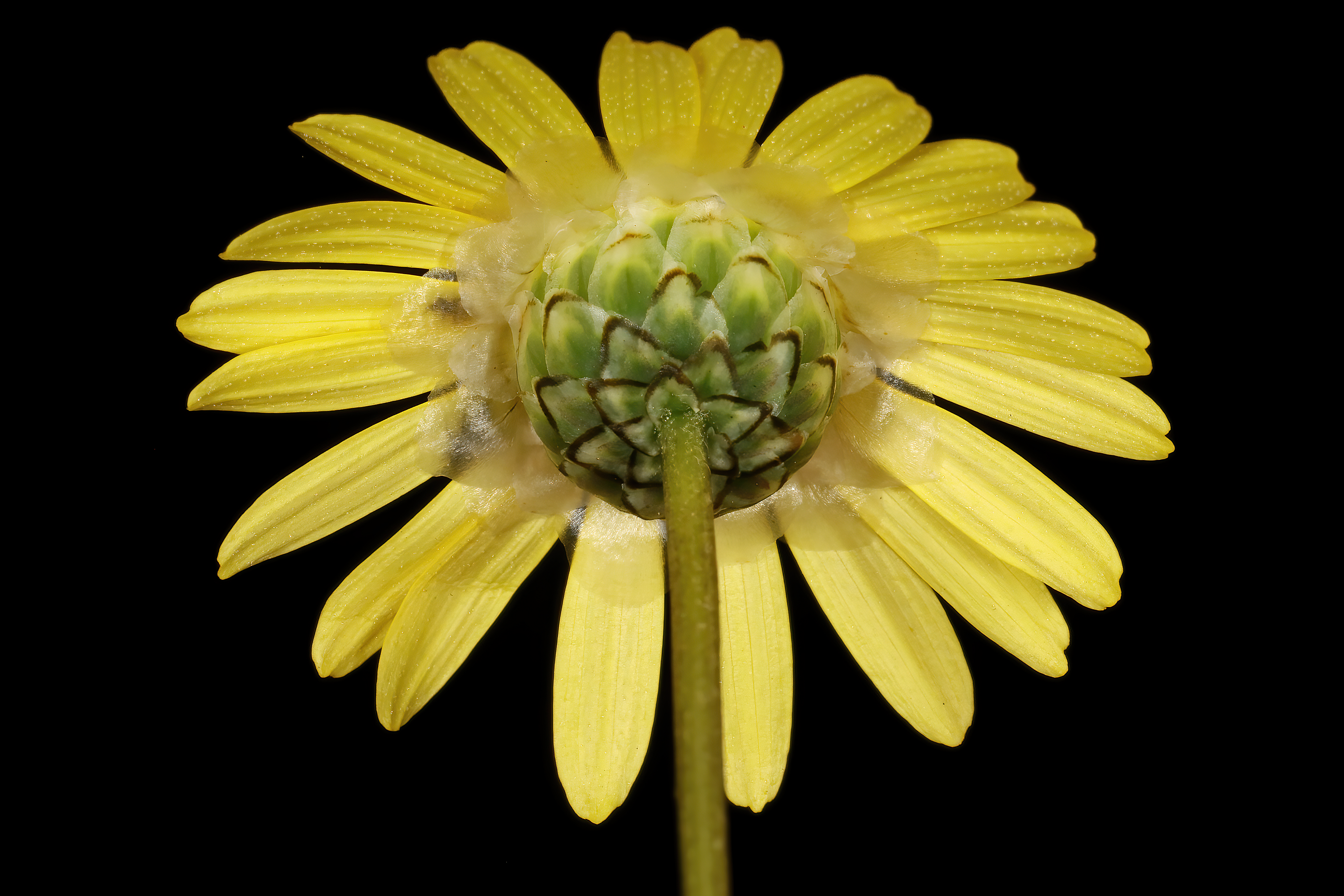
Ursinia nana

O...T
- Ursinia odorata Spreng.
- Ursinia oreogena Schltr. ex Prassler
- Ursinia paleacea Moench
- Ursinia pilifera Gaertn.
- Ursinia pinnata (Thunb.) Prassler
- Ursinia punctata (Thunb.) N.E.Br.
- Ursinia pygmaea DC.
- Ursinia quinquepartita (DC.) N.E.Br.
- Ursinia rigidula N.E.Br.
- Ursinia saxatilis N.E.Br.
- Ursinia scariosa (Aiton) Poir.
- Ursinia sericea N.E.Br.
- Ursinia serrata Spreng.
- Ursinia speciosa DC.
- Ursinia subflosculosa (E.Mey. ex DC.) Prassler
- Ursinia tenuifolia (L.) Poir.
- Ursinia tenuiloba DC.
- Ursinia trifida N.E.Br.

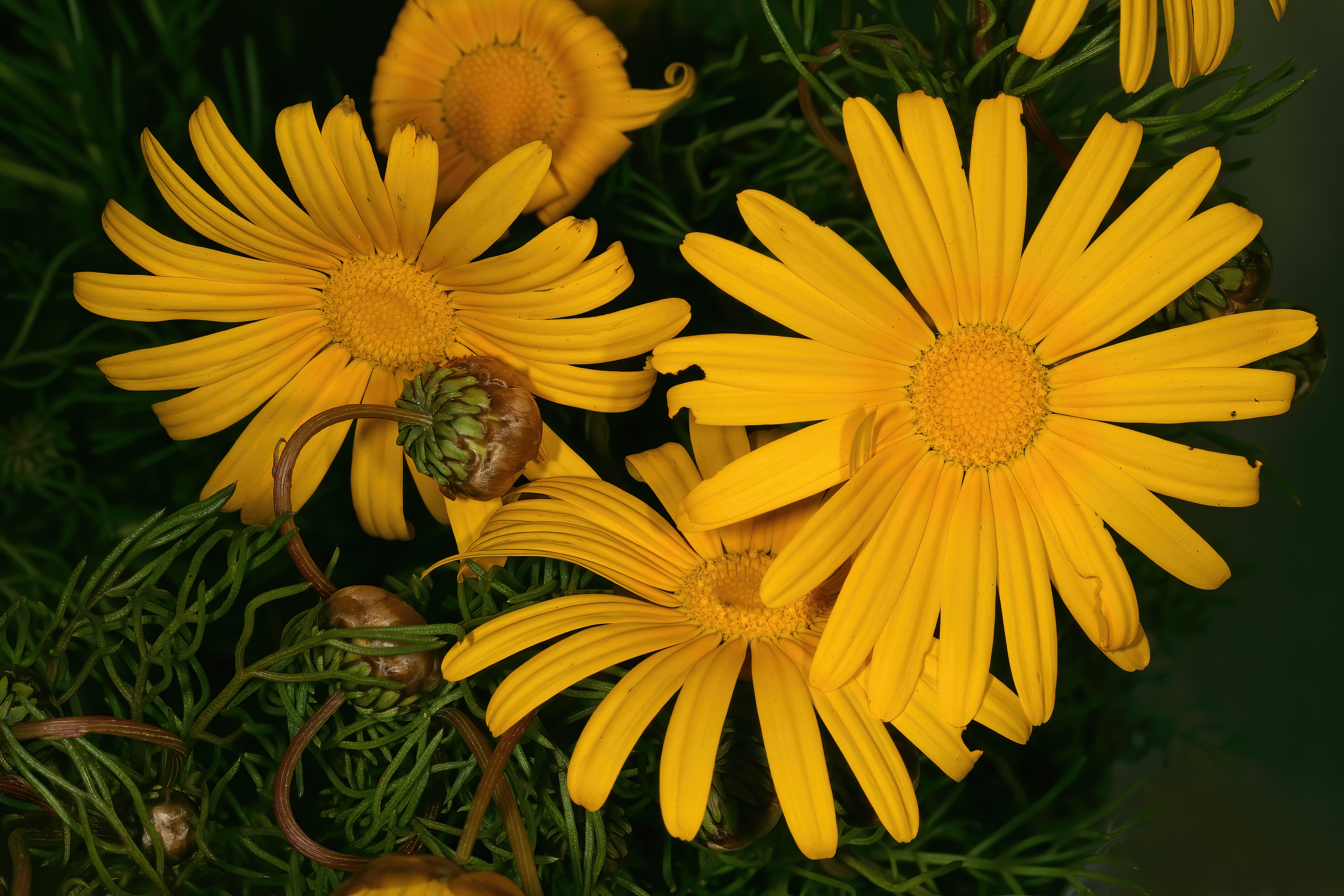
Ursinia paleacea
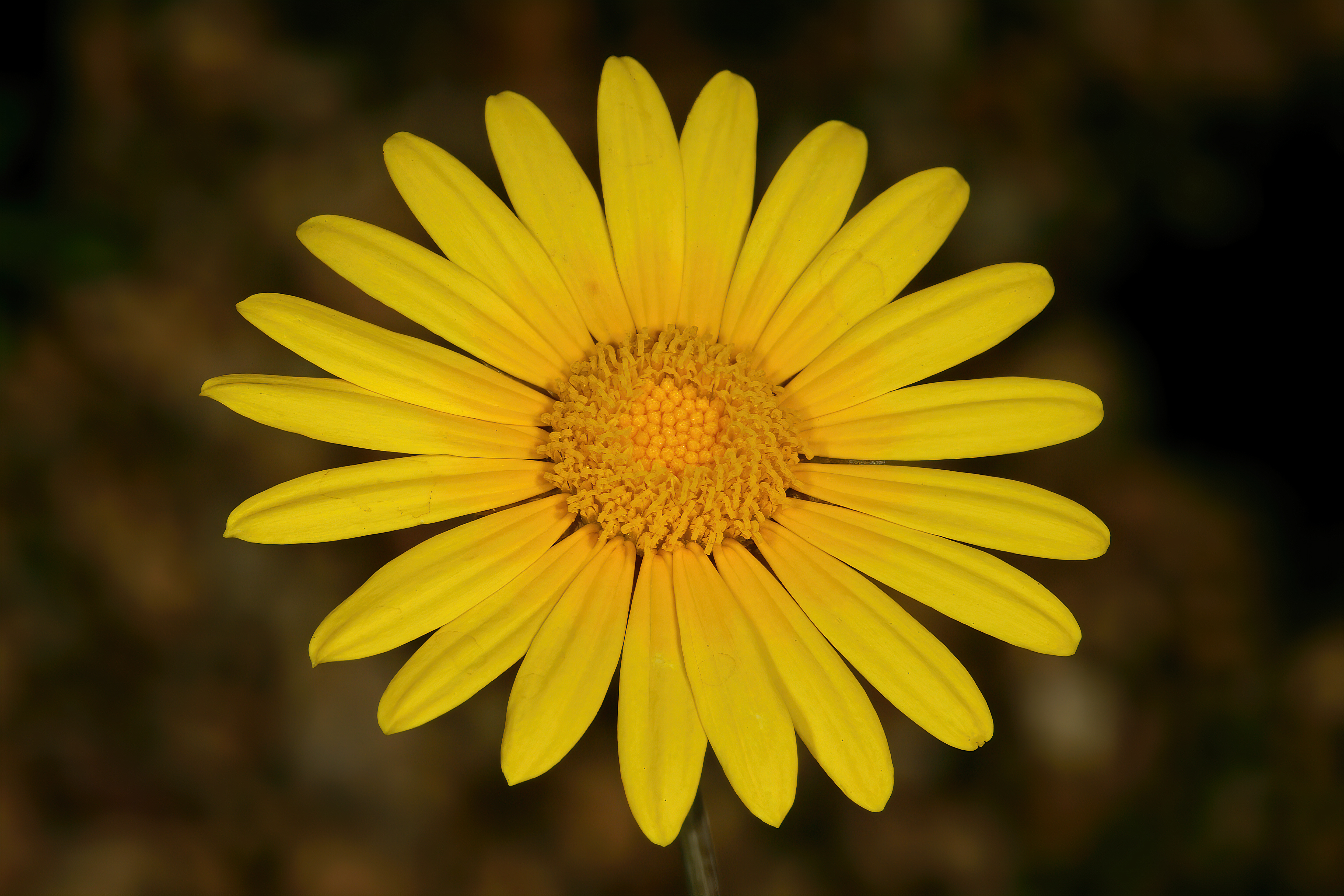
Ursinia sericea
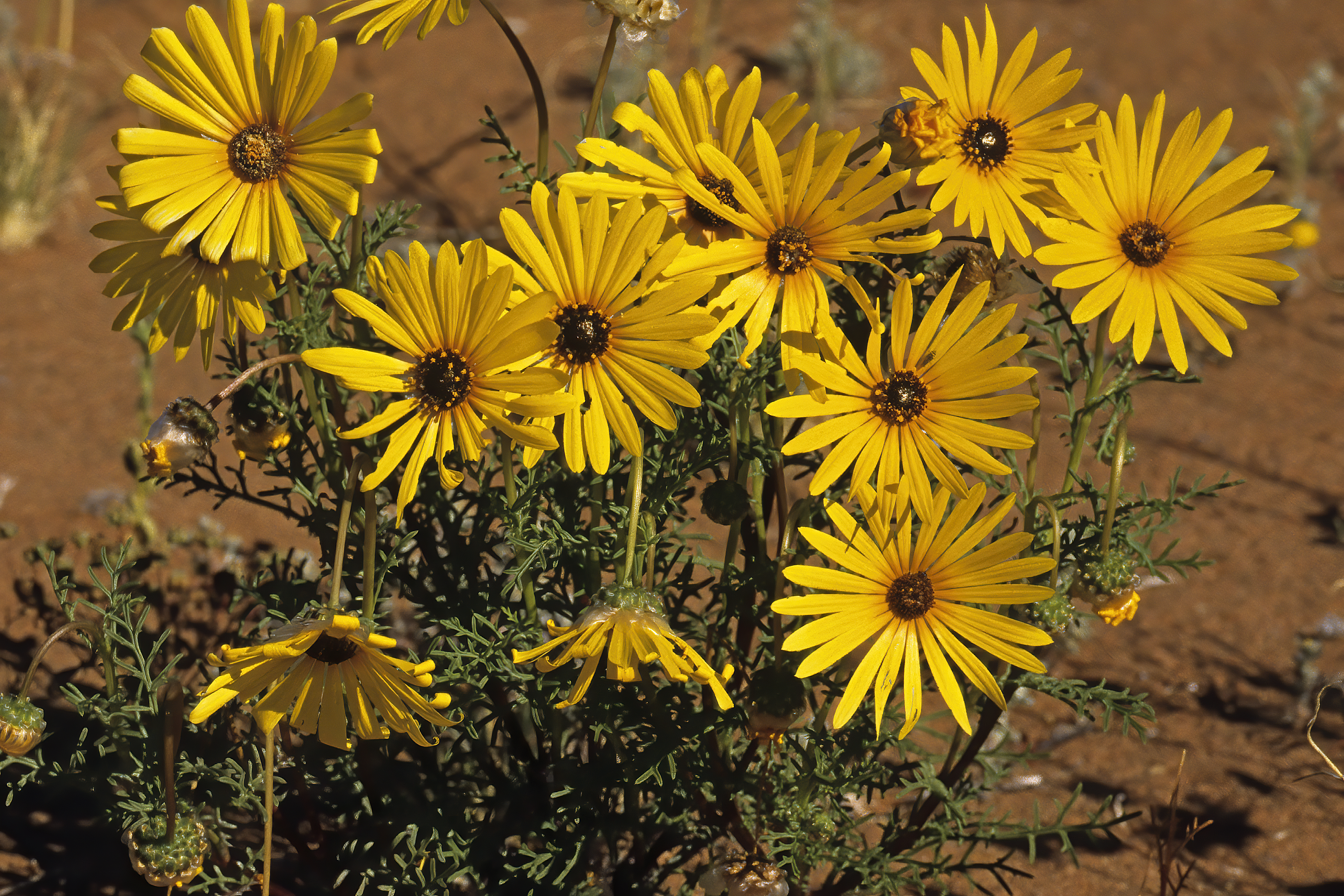
Ursinia speciosa

### Sinonimi
Sono elencati alcuni sinonimi per questa entità:
- Leptotis Hoffmanns.
- Spermophylla  Neck.
- Sphenogyne  R.Br.
- Thelythamnos  A.Spreng.
- Ursiniopsis  E.Phillips